# Georgia Mass Choir
Le Georgia Mass Choir est une chorale américaine de Macon, en Géorgie.
L'ensemble, qui compte 150 membres sélectionné sur près de 600 candidats, a été fondé en 1983 par le révérend Milton Biggham, principal chanteur et compositeur du groupe. La chorale est signée sur le label Savoy Records.
En 1996, l'ensemble est apparu sur l'album The Preacher's Wife: Original Soundtrack Album (1996) aux côtés de Whitney Houston et aux Jeux olympiques d'été de 1996.

## Discographie
- Yes, He Can (1983)
- I'm Going to Hold Out (1984)
- I'm Free (1986)
- We've Got the Victory (1988)
- Hold On, Help Is on the Way (1989)
- I Sing Because I'm Happy (1992)
- Lord Take Me Through (1995)
- Greatest Hits (1996)
- They That Wait (1999)
- Present Youth for Christ (1999)
- I Owe You Praise (2002)
- Tell It (2007)
- I Still Have A Praise (2012)